# Fenster zum Westen

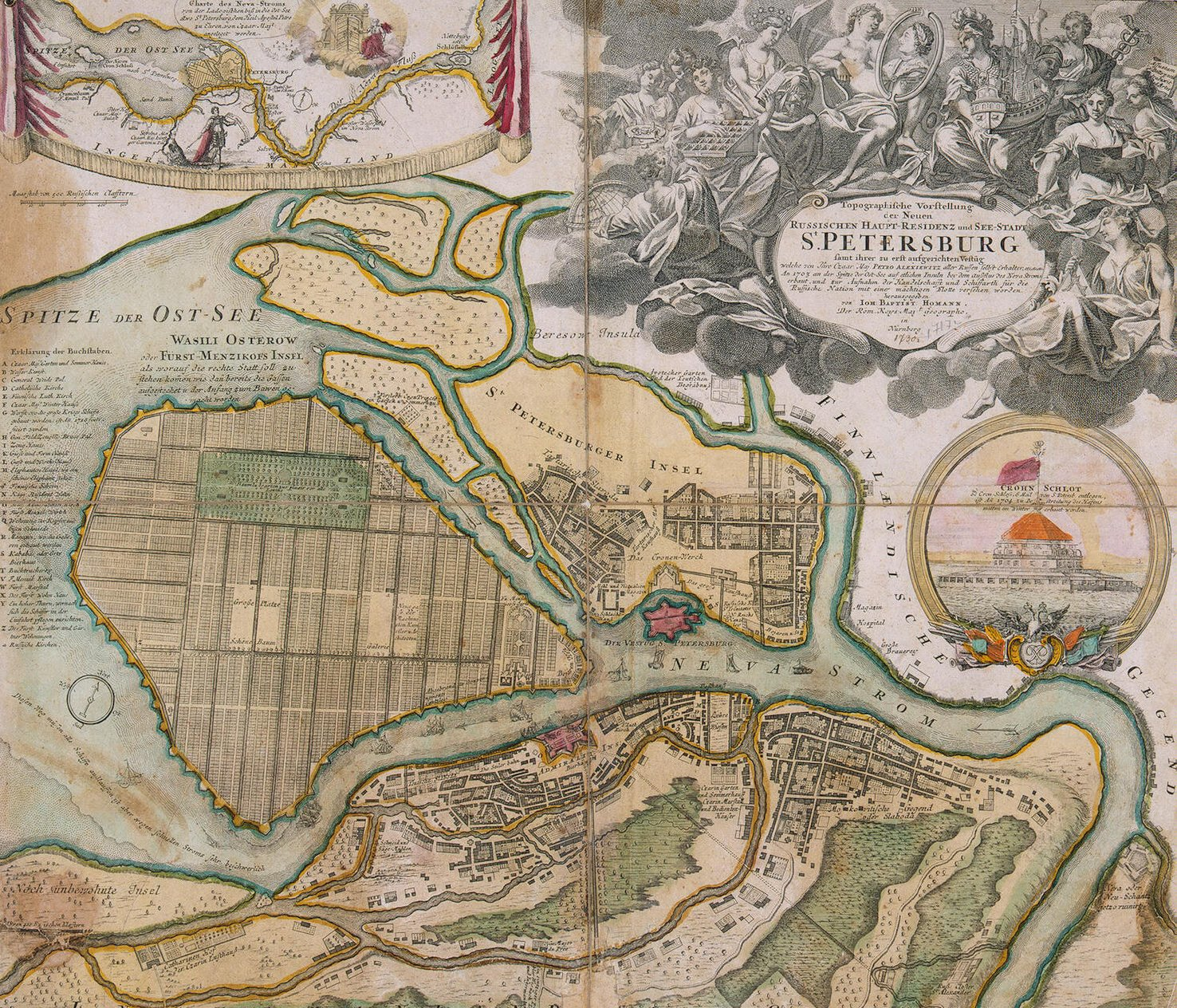
Karte von Sankt Petersburg um 1720

Fenster zum Westen ist ein internationales politisches Schlagwort. Es entstand um das Jahr 1700 und bezeichnet die russischen Bemühungen einen freien und zugänglichen Handelshafen an der Ostseeküste zu erhalten. Der Wunsch nach einem Fenster zum Westen war ursächlich für den Krieg mit Schweden im Großen Nordischen Krieg. Erst mit der Gründung von Sankt Petersburg verfügte Russland wieder über einen eigenen Hafen der zugleich umfangreiche Westverbindungen aufrechterhielt, nachdem es seit 1617 faktisch eine Binnenlandposition einnahm und vom restlichen Europa abgeschnitten war.
Das Wort Fenster zum Westen steht auch für die Modernisierer Russlands nach westlichem Vorbild, die vor allem im nordwestlichen Teil Russlands ihre Basis bilden. Es steht in einem Spannungsverhältnis zu den orthodoxen Bewahrern altrussischer Lebensart, für das Zentralrussland die Basis bildete und bildet.